# Melongena corona
Melongena corona is een slakkensoort uit de familie van de Melongenidae. De wetenschappelijke naam van de soort werd in 1791 voor het eerst geldig gepubliceerd door Johann Friedrich Gmelin.

## Beschrijving
Het rechtshandige slakkenhuis van Melongena corona, dat in volgroeide toestand een lengte van 12 cm bereikt. Het heeft een lage draad en een groot lichaam, dat net als de andere windingen bovenaan de hechtdraad bedekt is met puntige, naar boven gerichte conische tanden, die de kom de typische kroonvorm geven. Het periostracum is dik. Het dikke, hoornachtige operculum is klauwvormig met een terminale kern. De vorm en vooral de kleur van de schelp kan sterk variëren. Het glanzende oppervlak is bruingrijs tot violet van kleur en is meestal gemarkeerd met brede, spiraalvormige witte tot geelachtig witte strepen.

## Verspreiding en leefgebied
Melongena corona komt voor in de westelijke Atlantische Oceaan en de Caraïbische Zee, van Florida en Alabama tot Zuid-Amerika. Hij leeft in het intergetijdengebied, meestal op zandgrond.
Deze zeeslakken zijn carnivoren en aaseters. De belangrijkste prooien zijn mosselen en andere kleine slakken, waaronder Littoraria irrorata. Een significante impact op de oestersterfte aan de kust van Florida is niet aangetoond, in tegenstelling tot sommige typische roofslakken in de regio, zoals Busycon contrarium en Phyllonotus pomum. Dit leidt tot de veronderstelling dat dode, verzwakte en stervende dieren de voorkeur hebben als voedsel.